# Lille Vejlø
Lille Vejlø är en halvö i Danmark.   Den ligger i Lollands kommun i Region Själland, i den sydöstra delen av landet, 130 km sydväst om Köpenhamn. Lille Vejlø ligger på ön Lolland och omges av Nakskov Fjord.